# Drain You
"Drain You" é uma música de 1991 da banda estado-unidense Nirvana. Escrita pelo vocalista Kurt Cobain, e a oitava faixa do álbum Nevermind. Foi lançada também como um B-Side nas edições de retalho do single "Smells Like Teen Spirit" no Reino Unido. Uma versão ao vivo foi gravada em 1991 apareceu no álbum "From the Muddy Banks of the Wishkah" em 1996. 